# Shivá
Esta página contém alguns caracteres especiais e é possível que a impressão não corresponda ao artigo original.
Shivá ou Shiv'ah (do hebraico שבעה "sete" ) é, dentro do judaísmo, o período de sete dias de luto mantidos pela morte de uma pessoa próxima.
|  | Sair de Casa Durante a Shivá A tradição mais característica do luto judaico é o retiro do enlutado no recesso de seu lar após a morte de um parente próximo. Ele não se mistura socialmente, não participa de eventos alegres ou faz viagens recreativas durante essa época. Esta tradição de ficar em casa está baseada, geralmente, em dois motivos. Primeiro, uma razão prática: se ele está proibido de fazer negócios ou experimentar prazeres, a casa é o local mais lógico para ficar. Segundo, isso tem um valor positivo, que ajuda a curar: o luto é um profunda experiência em solidão. Os vínculos que ligam uma alma a outra foram cortados, e há um grande senso de solidão. Permanecer incomunicável é expressar sofrimento pela ruptura da comunicação com alguém que amamos. Em determinadas ocasiões a pessoa tem o direito, até uma obrigação, de ficar sozinha. Esta é uma delas. O enlutado, portanto, fica em casa durante todo o período de shivá. Torna-se então o dever moral da comunidade judaica ir à porta do enlutado e confortá-lo com palavras elogiosas sobre o falecido, dessa forma tirando-o da solidão e encaixando-o novamente na estrutura social. |